# نرایر ایسخانیان
نُرایر آرامائیسی ایساخانیان (ارمنی: Նորայր Արամայիսի Իսխանյան؛ زادهٔ ۲ مهٔ ۱۹۳۸) یک  سیاستمدار اهل ارمنستان است که از تاریخ ۱۹۹۰ تا تاریخ ۱۹۹۵ سمت نمایندگی دوره اول شورای عالی جمهوری ارمنستان را برعهده داشت.

## زندگی‌نامه
در 	۲ مهٔ ۱۹۳۸ ‏در ارمنستان به دنیا آمد . 